# Clorit
L'ió clorit és un oxoanió ClO₂−. Un compost químic clorit conté aquest grup amb el clor en l'estat d'oxidació +3. Els clorits també són coneguts com a sals químiques de l'àcid clorós.

## Estats d'oxidació
El clor pot tenir estats d'oxidació de −1, +1, +3, +5, o +7 amb els seus corresponents anions Cl−, ClO−, ClO₂−, ClO₃−, o ClO₄−, coneguts respectivament com a clorur, hipoclorit, clorit, clorat, i perclorat. Un estadi d'oxidació addicional de +4 es troba en el diòxid de clor ClO₂, el qual té la mateixa estructura que el clorit ClO₂− i el catió cloril (ClO₂+).

## Alguns compostos clorits
- Clorit de sodi, NaClO₂
- Clorit de magnesi, Mg(ClO₂)₂

## Manufactura
L'àcid lliure, àcid clorós, HClO₂, només és estable a concentracions baixes. Com que no es pot concentrar no resulta un producte comercial, però la seva sal sòdica, clorit de sodi, NaClO₂ és estable i prou barata per ser comercial, les corresponents sals de metalls pesants es descomponen explosivament per la calor o el xoc. El clorit de sodi deriva indirectament del clorat de sodi, NaClO₃. Primer el gas explosiu i inestable diòxid de clor, ClO₂ es produeix per reducció del clorat de sodi en una òlució fortament àcida amb un agent reductor.
H₂SO₄(aq) + NaClO₃(s) → NaHSO₄(aq) + HClO₃(aq)

3HClO₃(aq) → 2ClO₂(g) + HClO₄(aq) + H₂O(l)
El diòxid de clor aleshores es redueix amb peròxid d'hidrogen, H₂O₂ donant clorit de sodi (NaClO₂).
2ClO₂(g) + 2OH- → ClO₂-(aq) + ClO₃-(aq) + H₂O(l)

ClO₃-(aq) + H₂O₂(l) → ClO₂-(aq) + H₂O(l) + O₂(g)

## Usos
La principal aplicació del clorit de sodi és la de generar diòxid de clor per blanquejar tèxtils, polpa i paper. Convertit en diòxid de clor es fa servir en algunes plantes de tractament d'aigua. En la Unió Europea l'ús del clorit de sodi està restringit. Des de 2006 també està prohibit l'ús com mol·lusquicida.el clorit de sodi, NaClO₂ es fa servir en solucions per a la neteja de lents de contacte.

## Seguretat
El clorit de sodi, com molts oxidants, ha d'estar protegit de la contaminació amb materials orgànics per evitar la formació de mescles explosives.